# 6月23日 (旧暦)
旧暦6月23日は旧暦6月の23日目である。六曜は仏滅である。

## できごと
- 寛和2年（ユリウス暦986年7月13日） - 花山天皇が近習らとともに清涼殿から失踪

## 誕生日
- 明和5年（グレゴリオ暦1768年8月5日） - 林述斎、儒学者（+ 1841年）
- 寛政6年（グレゴリオ暦1794年7月19日） - 水野忠邦、江戸幕府老中・天保の改革を主導（+ 1851年）
- 文政10年（グレゴリオ暦1827年7月16日） - 小栗忠順、江戸幕府勘定奉行・万延元年遣米使節団監察（+ 1868年）
- 天保7年（グレゴリオ暦1836年8月5日） - 加藤弘之、政治学者・教育家（+ 1916年）
- 安政5年（グレゴリオ暦1858年8月2日） - 成瀬仁蔵、女子教育者、日本女子大学を創設（+ 1919年）

## 忌日
- 文治元年（ユリウス暦1185年7月21日） - 平重衡、武将・平清盛の子（* 1157年）
- 永正4年（ユリウス暦1507年8月1日） - 細川政元、管領（* 1466年）
- 大永6年（ユリウス暦1526年8月1日） - 今川氏親、大名（* 1473年）